# Marion Rushing
Marion Glenn Rushing (* 3. September 1936 in Pinckneyville, Illinois; † 26. April 2013 ebenda) war ein US-amerikanischer American-Football-Spieler auf der Position des Linebackers.

## Frühe Jahre
Rushing besuchte die Pinckneyville Community High School in seiner Geburtsstadt. Später ging er auf die Southern Illinois University.

## NFL
Nachdem Rushing im NFL Draft 1959 nicht berücksichtigt worden war, nahmen ihn die Chicago Cardinals auf. Im Expansion Draft 1966 wählten ihn die neu gegründeten Atlanta Falcons aus. In seiner ersten Saison für die Falcons fing er drei Interceptions. Während der Saison 1968 wechselte er zu den Houston Oilers. Nach der Saison beendete er seine Profikarriere.

## Ehrungen
1978 wurde Rushing in die Hall of Fame des Southern Illinois Collegefootballteam aufgenommen. Außerdem wurde 2010 eine Straße in der Nähe des Stadions der Southern Illinois Saluki nach ihm benannt.